# Flavivirus
Flavivirus (del lat. flavus: «amarillo») es un género de virus ARN pertenecientes a la familia Flaviviridae. Los Flavivirus son virus con envoltura, la simetría de la nucleocápside icosaedrica, y cuyo material genético reside en una única cadena de ARN de polaridad positiva. 
Son los causantes de numerosas enfermedades en animales y humanos, siendo las más conocidas la fiebre amarilla, dengue y fiebre de Zika.
Todos los Flavivirus tienen en común un tamaño de entre 40 y 60 nanómetros, la envoltura, una nucleocápsida icosaédrica, el ácido nucleico (cadena única de ARN de sentido positivo, de aproximadamente 10 000 a 11 000 bases), y la apariencia en el microscopio electrónico.

## Replicación
Los Flavivirus tienen un genoma formado por una sola cadena de ARN (+) y se replica en el citoplasma de las células hospedadoras. El genoma del virus es idéntico a las moléculas de ARNm de la célula en todos sus aspectos excepto en la ausencia de cola poli-A. De este modo el virus puede explotar el aparato celular para sintetizar sus propias proteínas, tanto estructurales como no estructurales. El ribosoma celular es crucial en la replicación de los Flavivirus al traducir el ARN vírico de manera similar al ARNm celular, dando como resultado la síntesis de una sola poliproteína.
Una vez traducida, la poliproteína es subdividida en varios polipéptidos gracias a la acción de proteasas, tanto virales como celulares. Dado que la modificación post-traducción de las proteínas celulares es dependiente de la presencia de la cola poli-A, este proceso no puede depender de la célula hospedadora. En efecto, la poliproteína posee propiedades autocatalíticas que automáticamente libera el primer péptido, un enzima específico del virus. Este enzima es capaz de segmentar el resto de la proteína en péptidos individuales; uno de ellos es una polimerasa responsable de la síntesis de una molécula de ARN(-), la cual actúa de molde para la síntesis del genoma de los virus hijos.
A continuación, se ensamblan las nuevas partículas víricas. Ello ocurre durante la fase de construcción que es también responsable de la acumulación de la envoltura y de la lisis de la célula hospedadora.

## Especies
Los Flavivirus se clasifican según el vector, el grupo de animales infectado y/o la zona geográfica de origen.
- Género Flavivirus
  - Transmitidos por garrapatas
    - A Mamíferos
      - virus Gadgets Gully (GGYV)
      - virus Kadam (KADV)
      - virus Kyasanur (KFDV)
      - virus de Langat (LGTV)
      - virus Omsk de la fiebre hemorrágica (OHFV)
      - virus Powassan (POWV)
      - virus Royal Farm (RFV)
      - virus de la encefalitis por garrapatas (TBEV)
      - virus Louping-Ill (LIV)

    - A aves marinas 
      - virus Meaban (MEAV)
      - virus Saumarez Reef (SREV)
      - virus Tyuleniy (TYUV)

  - Transmitidos por mosquitos
    - Grupo Aroa
      - virus Aroa (AROAV)

    - Grupo Dengue
      - virus Dengue (DENV)
      - virus Kedougou (KEDV)

    - Grupo de la encefalitis japonesa
      - virus Cacipacore (CPCV)
      - virus Koutango (KOUV)
      - virus de la encefalitis japonesa (JEV)
      - virus de la encefalitis del valle del río Murray (MVEV)
      - virus de la encefalitis de St. Louis (SLEV)
      - virus Usutu (USUV)
      - virus del Nilo Occidental (WNV)
      - virus Yaoundé (YAOV)

    - Grupo Kokobera
      - virus Kokobera (KOKV)

    - Grupo Ntaya
      - virus Bagaza (BAGV)
      - virus Ilheus (ILHV)
      - virus de la meningoencefalitis de Israel-Turquía (ITV)
      - virus Ntaya (NTAV)
      - virus Tembusu (TMUV)

    - Grupo Spondweni
      - virus Spondweni (SPOV)
      - virus Zika (ZIKV)

    - Grupo de la fiebre amarilla
      - virus Banzi (BANV)
      - virus Bouboui (BOUV)
      - virus Edge Hill (EHV)
      - virus Jugra (JUGV)
      - virus Saboya (SABV)
      - virus Sepik (SEPV)
      - virus S Uganda (UGSV)
      - virus Wesselsbron (WESSV)
      - virus de la fiebre amarilla (YFV)

  - Virus con vector artrópodo desconocido
    - Grupo Entebbe
      - virus de murciélago de Entebbe (ENTV)
      - virus Yokose (YOKV)

    - Grupo Modoc
      - virus Apoi (APOIV)
      - virus Cowbone Ridge (CRV)
      - virus Jutiapa (JUTV)
      - virus Modoc (MODV)
      - virus Sal Vieja (SVV)
      - virus San Perlita (SPV)

    - Grupo Río Bravo
      - virus de murciélago Bukalasa (BBV)
      - virus Islas Carey (CIV)
      - virus de murciélago Dakar (DBV)
      - virus de la leucoencefalitis myotis de Montana  (MMLV)
      - virus de murciélago Phnom Penh (PPBV)
      - virus Río Bravo (RBV)